# La Granjuela
La Granjuela är en ort i Spanien.   Den ligger i provinsen Province of Córdoba och regionen Andalusien, i den centrala delen av landet, 270 km sydväst om huvudstaden Madrid. La Granjuela ligger 543 meter över havet och antalet invånare är 494.
Terrängen runt La Granjuela är platt. Runt La Granjuela är det glesbefolkat, med 8 invånare per kvadratkilometer. Närmaste större samhälle är Peñarroya-Pueblonuevo, 10,4 km sydost om La Granjuela. Trakten runt La Granjuela består till största delen av jordbruksmark.